# Leucula impositoria
Leucula impositoria är en fjärilsart som beskrevs av Walker 1862. Leucula impositoria ingår i släktet Leucula och familjen mätare. Inga underarter finns listade i Catalogue of Life.